# Street Skater
Street Skater (Street Sk8er en Amérique du Nord, Street Boarders au Japon) est un jeu vidéo de simulation de skateboard édité par Microcabin en 1998 sur PlayStation au Japon, puis en 1999 aux États-Unis,,.

## Suite
- Street Skater 2 (Street Sk8er 2 en Amérique du Nord, et Street Boarders 2 au Japon)